# Calao à huppe blanche
Horizocerus albocristatus
Espèce
Statut de conservation UICN

 LC  : Préoccupation mineure
Le Calao à huppe blanche (Horizocerus albocristatus) est une espèce d'oiseaux de la famille des Bucerotidae (Calao).

## Habitat et aire de répartition

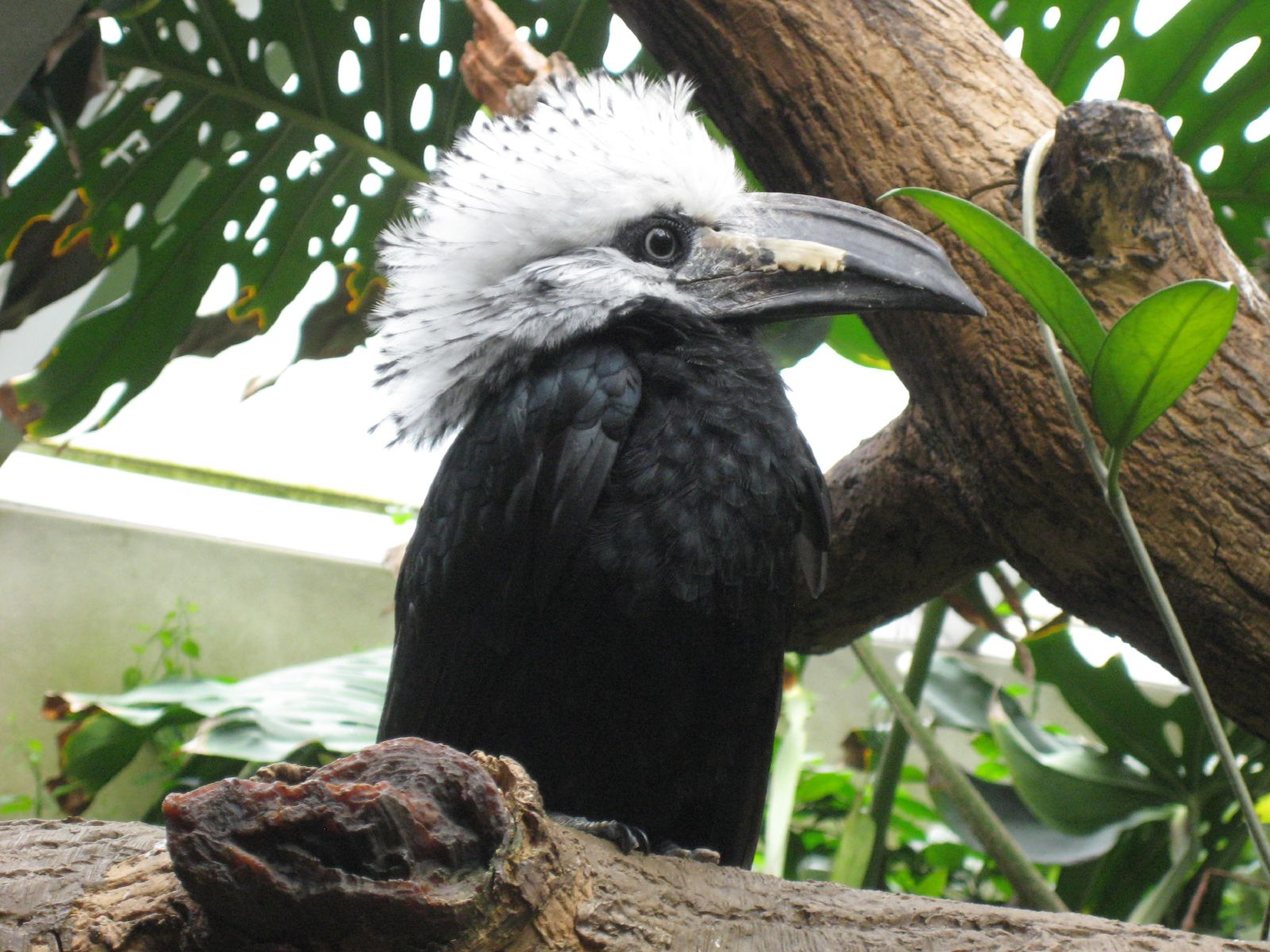
Calao à huppe blanche au zoo de Central Park, situé à New York, États-Unis.

Son aire s'étend à travers l'Afrique de l'Ouest australe, notamment à travers les forêts de Guinée orientale.

## Mensurations
Il mesure 70 cm à 80 cm.

## Alimentation
Il se nourrit surtout d'insectes, mais aussi de petits reptiles, d'araignées, etc.

## Taxinomie
À la suite de l'étude phylogénique de Gonzalez et al. (2013), le Congrès ornithologique international (dans sa version 4.4, 2014) déplace cette espèce depuis le genre Tropicranus W.L. Sclater, 1922.

### Sous-espèces
D'après la classification de référence (version 14.2, 2024) du Congrès ornithologique international il se répartit en deux sous-espèces suivantes (ordre phylogénique) :
- Horizocerus albocristatus albocristatus (Cassin, 1848) — de la Guinée à l'ouest de la Côte d'Ivoire
- Horizocerus albocristatus macrourus (Bonaparte, 1850) — de l'est de la Côte d'Ivoire au Bénin